# Mascagnia dissimilis
Mascagnia dissimilis är en tvåhjärtbladig växtart som beskrevs av Julius Sterling Morton och Moldenke. Mascagnia dissimilis ingår i släktet Mascagnia och familjen Malpighiaceae. Inga underarter finns listade i Catalogue of Life.